# Réauville
Réauville é uma comuna francesa na região administrativa de Auvérnia-Ródano-Alpes, no departamento de Drôme. Estende-se por uma área de 18,22 km². Em 2010 a comuna tinha 404 habitantes (densidade: 22,2 hab./km²).